# Anfiteatro di Tarragona
L'anfiteatro di Tarragona è un anfiteatro romano della città di Tarraco, odierna Tarragona, nella regione della Catalogna, nel nord-est della Spagna. Fu costruito nel II secolo vicino al foro di questo capoluogo di provincia romana.
L'anfiteatro poteva ospitare fino a 15.000 spettatori e misurava 130 x 102 metri.

## Storia
Fu edificato tra la fine del I e l'inizio del II secolo, fuori le mura, sul fianco della collina di fronte al mare. Ci sono resti di una grande iscrizione risalente al regno di Eliogabalo (III secolo) situata nel podio.
Nel 259, durante la persecuzione dei cristiani da parte dell'imperatore Valeriano, il vescovo della città, Fruttuoso, e i suoi diaconi, Augurio ed Eulogio, furono bruciati vivi. Dopo che il cristianesimo divenne la religione ufficiale dell'impero, l'anfiteatro perse le sue funzioni originarie. Negli anni successivi alcune delle pietre dell'edificio furono utilizzate per costruire una basilica per commemorare i tre martiri. Nell'arena furono scavate tombe e alla chiesa furono annessi mausolei funerari.
Con l'invasione islamica della Spagna iniziò un periodo di abbandono della zona, che durò fino al XII secolo, quando sui resti della chiesa visigota fu costruita una chiesa, in stile romanico. Questa fu demolita nel 1915.
Nel 1576 divenne convento dell'ordine della Trinità fino al 1780 quando divenne carcere per i prigionieri che stavano costruendo il porto. Dopo aver chiuso il carcere, fu abbandonato fino alla metà del XX secolo quando furono avviati i lavori di recupero dell'anfiteteatro, finanziati dalla Bryant Foundation.